# 羅氏綬草
羅氏綬草（學名：Spiranthes romanzoffiana），是蘭科綬草屬植物，最初是由阿德尔贝特·冯·沙米索在Romanzov远征时收集到标本，并於1828年被其首次描述，并以资助者尼古莱·鲁勉采夫（Nikolay Rumyantsev）伯爵的名字命名。

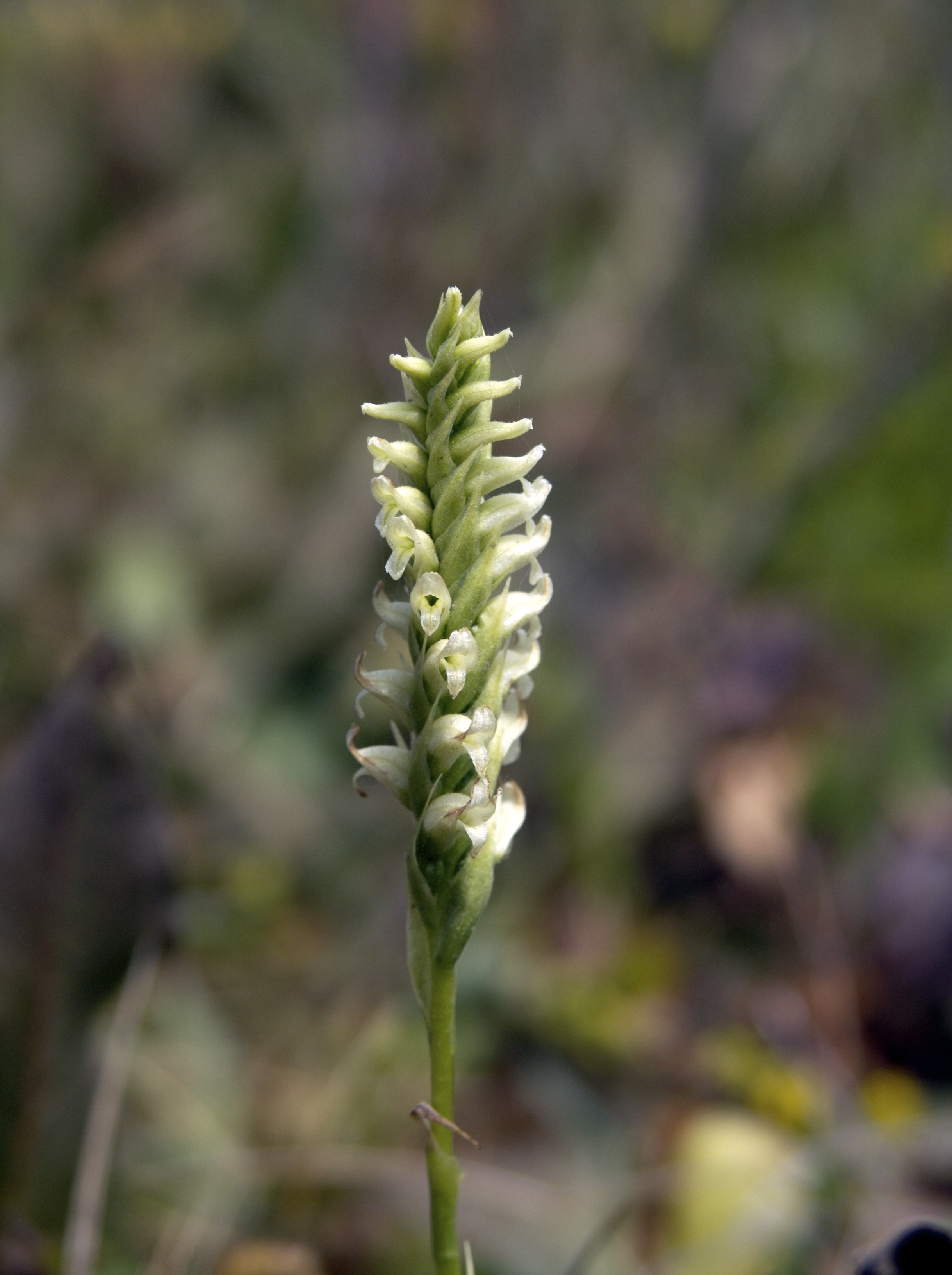